# Davideni (okręg Neamț)
Davideni – wieś w Rumunii, w okręgu Neamț, w gminie Țibucani. W 2011 roku liczyła 894 mieszkańców.